# بيل بيكر (مهندس)
بيل بيكر (بالإنجليزية: Bill Baker)‏ هو مهندس أمريكي، ولد في 19 يونيو 1931 في كاليفورنيا في الولايات المتحدة، وتوفي في 12 أغسطس 1978 في نوفاتو في الولايات المتحدة.

## وصلات خارجية
- بيل بيكر على موقع Racing-Reference.info (الإنجليزية)